# Programma Polaris
Il Programma Polaris sarà un programma di voli spaziali con equipaggio organizzato dall'imprenditore e astronauta privato Jared Isaacman. Isaacman, che ha comandato il primo volo spaziale interamente civile Inspiration4 nel settembre 2021, ha acquistato dei voli spaziali da SpaceX per il programma Polaris. I primi due voli utilizzeranno il veicolo spaziale Crew Dragon mentre il terzo volo è pianificato per essere il primo volo con equipaggio della Starship. Durante la prima missione del programma, Polaris Dawn, verrà svolta la prima attività extraveicolare privata. Nel settembre 2022 NASA e SpaceX firmarono un Space Act Agreement senza fondi per studiare la fattibilità di una missione di SpaceX e del programma Polaris per portare il Telescopio spaziale Hubble in un'orbita più alta con una Crew Dragon.

## Missioni
| Missione     | Stemma | Navetta             | Data di lancio    | Data di atterraggio | Equipaggio                                          | Esito missione |
| ------------ | --- | ------------------- | ----------------- | ------------------- | --------------------------------------------------- | -------------- |
| Polaris Dawn | | C207.3 Resilience ♺ | 10 settembre 2024 | 14 settembre 2024   | Jared Isaacman Scott Poteet Sarah Gillis Anna Menon | Riuscito       |
| Polaris Dawn | Primo dei tre voli del programma. La navetta è giunta su un'orbita con altezza di 1400 km, la più elevata raggiunta in una missione con equipaggio. Isaacman e Gillis hanno condotto un'attività extraveicolare, la prima compiuta nell'ambito di una missione privata e la prima compiuta da una navetta Dragon. Gillis è l'astronauta più giovane ad aver effettuato una passeggiata spaziale. |                     |                   |                     |                                                     |                |
| Polaris-3    | | Crew Dragon         | N.D.              | N.D.                | Jared Isaacman N.D. N.D.                            | Programmato    |
| Polaris-3    | Seconda missione del programma |                     |                   |                     |                                                     |                |
| Polaris-3    | | SpaceX Starship     | N.D.              | N.D.                | Jared Isaacman N.D. N.D.                            | Programmato    |
| Polaris-3    | Terza missione del programma |                     |                   |                     |                                                     |                |